# Tour de França de 2013
El Tour de França de 2013 és la 100a edició del Tour de França i es disputà entre el 29 de juny i el 21 de juliol de 2013, amb un recorregut de 3.404 km repartits entre 21 etapes. Aquesta era la 18a prova de l'UCI World Tour 2013. Com a novetats d'aquesta edició la cursa visità per primera vegada l'illa de Còrsega, on es disputaren les tres primeres etapes. La primera de les etapes fou una poc habitual etapa en línia, sent la tercera vegada que passa des de 1967. Una altra novetat és el doble pas per L'Aup d'Uès en la 18a etapa.
El vencedor d'aquesta edició fou el britànic Christopher Froome (Team Sky) que agafà el lideratge en finalitzar la primera etapa de muntanya i que ja no el deixà fins a acabar la cursa. A banda del mallot groc també guanyà tres etapes de muntanya. En segona posició, a més de 4 minuts acabà el colombià Nairo Quintana (Movistar Team), el qual també guanyà una etapa i les classificacions dels joves i de la muntanya en la seva primera participació en el Tour de França. Amb aquesta posició Quintana millora la tercera posició aconseguida per també colombià Fabio Parra en l'edició de 1988, sent el primer llatinoamericà a aconseguir la segona posició final al Tour. En tercera posició final acabà el català Joaquim Rodríguez (Team Katusha), gràcies a una remuntada en la darrera setmana. Amb aquest podi el Purito iguala la millor classificació d'un català al Tour, aconseguida per José Pérez Francés fa cinquanta anys.
Peter Sagan (Cannondale) s'adjudicà la classificació per punts per segon any consecutiu, tot i aconseguir sols una victòria d'etapa, mentre la classificació per equips anà a parar a mans del Team Saxo-Tinkoff i el ciclista més combatiu fou el francès Christophe Riblon (AG2R La Mondiale).
Marcel Kittel (Argos-Shimano), vencedor de quatre etapes i líder durant una jornada, fou una altra de les figures destacades d'aquesta edició.

## Presentació

### Recorregut
El recorregut, de 3.404 km de llargada està dividit en 21 etapes: set planes, sis de muntanya, en què quatre tenen final en alt, cinc accidentades, dues contrarellotges individuals i una per equips. L'etapa més llarga és la que finalitza al cim del Ventor i per primera vegada des de 1988 la cursa no surt de territori francès. Durant la cursa els ciclistes hauran de superar seixanta-tres ports puntuables pel gran premi de la muntanya: 20 de quarta categoria, 16 de tercera, 12 de segona, 8 de primera i 7 de categoria especial.
L'Amaury Sport Organisation anuncià el 24 de novembre de 2011 que la sortida de l'edició del centenari del Tour de França tindria lloc a Còrsega. Des de la creació de la cursa el 1903, Còrsega no ha estat mai present en el recorregut del Tour. El 6 de desembre de 2011 l'ASO anuncià que la cursa començaria el 29 de juny de 2013 amb una etapa en línia plana de 200 km entre Porti Vecchju i Bastia. L'endemà es disputaria una etapa de mitja muntanya entre Bastia i Aiacciu i que per acabar el periple per terres corses es disputaria l'etapa entre Aiacciu i Calvi. Per Christian Prudhomme, aquestes tres etapes a Còrsega són una "sortida inèdita, estètica i espectacular".

### Equips participants
Al Tour de França, en tant que prova World Tour, hi prenen part els 18 equips ProTour i l'organitzador, aquests darrers anys, convidava quatre equips continentals per acabar de completar els 22 equips. Amb tot, enguany, fruit del conflicte entre el Team Katusha i l'UCI són 19 els equips que forment part de l'UCI World Tour per decisió del Tribunal d'arbitratge de l'esport el 15 de febrer. Així doncs, seran tres els equips continentals professionals convidats pels organitzadors: Cofidis, Team Europcar i Saur-Sojasun per completar un gran grup amb 22 equips, mentre l'IAM Cycling queda fora per no superar la cursa els 200 corredors.
| Núm.    | Codi | Equip                 |
| ------- | ---- | --------------------- |
| 1-9     | SKY  | Team Sky              |
| 11-19   | CAN  | Cannondale            |
| 21-29   | LTB  | Lotto-Belisol         |
| 31-39   | BMC  | BMC Racing Team       |
| 41-49   | RLT  | RadioShack-Leopard    |
| 51-59   | EUC  | Team Europcar         |
| 61-69   | AST  | Astana Qazaqstan Team |
| 71-79   | FDJ  | FDJ                   |
| 81-89   | ALM  | AG2R La Mondiale      |
| 91-99   | TST  | Team Saxo-Tinkoff     |
| 101-109 | KAT  | Team Katusha          |

| Núm.    | Codi | Equip                   |
| ------- | ---- | ----------------------- |
| 111-119 | EUS  | Euskaltel–Euskadi       |
| 121-129 | MOV  | Movistar Team           |
| 131-139 | COF  | Cofidis                 |
| 141-149 | LAM  | Lampre-Merida           |
| 151-159 | OPQ  | Omega Pharma-Quick Step |
| 161-169 | BEL  | Belkin Pro Cycling Team |
| 171-179 | GRS  | Garmin-Sharp            |
| 181-189 | OGE  | Orica-GreenEDGE         |
| 191-199 | ARG  | Argos-Shimano           |
| 201-209 | VCD  | Vacansoleil-DCM         |
| 211-219 | SOJ  | Sojasun                 |

### Favorits

#### Favorits a la classificació general
| Alberto Contador i Christopher Froome són considerats els grans favorits de la prova. |  | Alberto Contador i Christopher Froome són considerats els grans favorits de la prova. |
| Alberto Contador i Christopher Froome són considerats els grans favorits de la prova. |  |                                                                                       |

El vencedor de l'edició del 2012 i campió olímpic de contrarellotge, Bradley Wiggins (Team Sky), anuncià el 31 de maig de 2013 que renunciava a defensar el títol per culpa d'una infecció pulmonar i dolor al genoll. Aquest reconeixement posa fi a la polèmica al voltant del lideratge en el si de l'equip Team Sky entre Wiggins i Christopher Froome, el gran favorit a la victòria final després de l'inici de temporada fet. Amb tot, abans de la lesió de Wiggins, l'Sky havia anunciat a principis de maig de 2013 que Froome seria el cap de files durant el Tour, mentre Wiggins havia indicat que volia doblar Tour i Giro. Alberto Contador (Team Saxo-Tinkoff), dues vegades guanyador del Tour el 2007 i 2009, va dir que l'absència de Bradley Wiggins no el faria canviar la seva estratègia, ja que creia que el veritable favorit a la victòria final era Chris Froome. El tercer classificat en el Tour de França de 2012, Vincenzo Nibali (Astana Qazaqstan Team), guanyador del Giro d'Itàlia de 2013, tampoc pren part en aquesta edició del Tour.
Altres favorits són els homes de BMC Racing Team Tejay van Garderen, cinquè i millor jove en l'edició passada, i Cadel Evans, vencedor de l'edició del 2011 i tercer al darrer Giro; Jurgen Van den Broeck (Lotto-Belisol), quart el 2010 i 2012. Joaquim Rodríguez (Team Katusha), segon al Giro d'Itàlia de 2012 i tercer en la Volta a Espanya del 2010 i 2012 té com a principal objectiu pujar al podi; igual com Alejandro Valverde (Movistar Team), segon a la Volta a Espanya de 2012, que tindrà com a company d'equip a Nairo Quintana, vencedor de la darrera edició de la Volta al País Basc, i Rui Alberto Faria da Costa, recent vencedor de la Volta a Suïssa.
Altres ciclistes a tenir un paper destacat són Thibaut Pinot (FDJ), 10è l'any passat i 4t en la darrera Volta a Suïssa, Pierre Rolland (Team Europcar), Bauke Mollema (Belkin Pro Cycling Team) i el trip del Garmin-Sharp Daniel Martin-Andrew Talansky-Ryder Hesjedal.
Andy Schleck (RadioShack-Leopard), vencedor el 2010, després de la desqualificació de Contador, torna a disputar una gran volta després d'un any complicat per culpa de les lesions i tot i que no es considera favorit, sí que creu que és un aspirant.

#### Els esprintadors
Peter Sagan (Cannondale), mallot verd el 2012, és el gran favorit per revalidar el títol, per les grans qualitats d'esprintador i escalador que té. Els principals rivals seran els esprintadors Mark Cavendish (Omega Pharma-Quick Step), amb 23 victòries d'etapa en els diferents Tours que ha disputat; André Greipel (Lotto-Belisol), vencedor de tres etapes el 2012 i deu triomfs aquest any, entre ells el recentment disputat campionat d'Alemanya en ruta, i Marcel Kittel (Argos-Shimano), amb onze victòries el 2013. Els altres principals esprintadors present són Alexander Kristoff (Team Katusha), Matthew Goss (Orica-GreenEDGE), Edvald Boasson Hagen (Team Sky), José Joaquín Rojas (Movistar Team), Nacer Bouhanni (FDJ), Tyler Farrar (Garmin-Sharp), Roberto Ferrari (Lampre-Merida) i John Degenkolb (Argos-Shimano).

#### Participants dels Països Catalans
En aquesta edició hi prenen part sis ciclistes que viuen o són nascuts als Països Catalans:
- Joaquim Rodríguez (Team Katusha)
- Alberto Losada (Team Katusha)
- Joan Antoni Flecha (Vacansoleil-DCM)
- Rubén Plaza (Movistar Team)
- Daniel Martin (Garmin-Sharp)[22]
- David Millar (Garmin-Sharp)[23]

## Etapes
| Etapa     | Data               | Ciutats d'etapa                      | Tipus                     | Tipus                   | km                 | Vencedor de l'etapa              | Líder de la general      |
| --------- | ------------------ | ------------------------------------ | ------------------------- | ----------------------- | ------------------ | -------------------------------- | ------------------------ |
| 1a etapa  | dis. 29 de juny    | Portivechju – Bastia                 | Etapa plana               | Etapa plana             | 213                | Marcel Kittel (GER)              | Marcel Kittel (GER)      |
| 2a etapa  | dium. 30 de juny   | Bastia – Aiacciu                     | Etapa accidentada         | Etapa accidentada       | 156                | Jan Bakelants (BEL)              | Jan Bakelants (BEL)      |
| 3a etapa  | dil. 1 de juliol   | Aiacciu – Calvi                      | Etapa accidentada         | Etapa accidentada       | 145,5              | Simon Gerrans (AUS)              | Jan Bakelants (BEL)      |
| 4a etapa  | dim. 2 de juliol   | Niça – Niça                          | contrarellotge per equips | CRE                     | 25                 | Orica-GreenEDGE (AUS)            | Simon Gerrans (AUS)      |
| 5a etapa  | dimc. 3 de juliol  | Canha de Mar – Marsella              | Etapa plana               | Etapa plana             | 228,5              | Mark Cavendish (GBR)             | Simon Gerrans (AUS)      |
| 6a etapa  | dij. 4 de juliol   | Ais de Provença – Montpeller         | Etapa plana               | Etapa plana             | 176,5              | André Greipel (GER)              | Daryl Impey (RSA)        |
| 7a etapa  | div. 5 de juliol   | Montpeller – Albi                    | Etapa accidentada         | Etapa accidentada       | 205,5              | Peter Sagan (SVK)                | Daryl Impey (RSA)        |
| 8a etapa  | dis. 6 de juliol   | Castres – Ax 3 Domaines              | Etapa de muntanya         | Etapa de muntanya       | 195                | Christopher Froome (GBR)         | Christopher Froome (GBR) |
| 9a etapa  | diu. 7 de juliol   | Sent Gironç – Banhèras de Bigòrra    | Etapa de muntanya         | Etapa de muntanya       | 168,5              | Daniel Martin (IRL)              | Christopher Froome (GBR) |
|           | dil. 8 de juliol   | (etapa de descans)                   | (etapa de descans)        | (etapa de descans)      | (etapa de descans) | (etapa de descans)               | (etapa de descans)       |
| 10a etapa | dim. 9 de juliol   | Gweltaz-Lambrizig – Sant-Maloù       | Etapa plana               | Etapa plana             | 197                | Marcel Kittel (GER)              | Christopher Froome (GBR) |
| 11a etapa | dimc. 10 de juliol | Avranches – Mont Saint-Michel        | contrarellotge individual | CRI                     | 33                 | Tony Martin (GER)                | Christopher Froome (GBR) |
| 12a etapa | dij. 11 de juliol  | Felger – Tours                       | Etapa plana               | Etapa plana             | 218                | Marcel Kittel (GER)              | Christopher Froome (GBR) |
| 13a etapa | div. 12 de juliol  | Tours – Saint-Amand-Montrond         | Etapa plana               | Etapa plana             | 173                | Mark Cavendish (GBR)             | Christopher Froome (GBR) |
| 14a etapa | dis. 13 de juliol  | Sant Porçanh de Siula – Lió          | Etapa accidentada         | Etapa accidentada       | 191                | Matteo Trentin (ITA)             | Christopher Froome (GBR) |
| 15a etapa | diu. 14 de juliol  | Givors – Ventor                      | Etapa de muntanya         | Etapa de muntanya       | 242,5              | Christopher Froome (GBR)         | Christopher Froome (GBR) |
|           | dil. 15 de juliol  | (etapa de descans)                   | (etapa de descans)        | (etapa de descans)      | (etapa de descans) | (etapa de descans)               | (etapa de descans)       |
| 16a etapa | dim. 16 de juliol  | Vaison – Gap                         | Etapa de mitja muntanya   | Etapa de mitja muntanya | 168                | Rui Alberto Faria da Costa (POR) | Christopher Froome (GBR) |
| 17a etapa | dimc. 17 de juliol | Ambrun – Chorge                      | contrarellotge individual | CRI                     | 32                 | Christopher Froome (GBR)         | Christopher Froome (GBR) |
| 18a etapa | dij. 18 de juliol  | Gap – L'Aup d'Uès                    | Etapa de muntanya         | Etapa de muntanya       | 172,5              | Christophe Riblon (FRA)          | Christopher Froome (GBR) |
| 19a etapa | div. 19 de juliol  | Le Bourg-d'Oisans – Le Grand-Bornand | Etapa de muntanya         | Etapa de muntanya       | 204,5              | Rui Alberto Faria da Costa (POR) | Christopher Froome (GBR) |
| 20a etapa | dis. 20 de juliol  | Annecy – Annecy-Semnoz               | Etapa de muntanya         | Etapa de muntanya       | 125                | Nairo Quintana (COL)             | Christopher Froome (GBR) |
| 21a etapa | diu. 21 de juliol  | Versalles – París-Camps Elisis       | Etapa plana               | Etapa plana             | 133,5              | Marcel Kittel (GER)              | Christopher Froome (GBR) |

## Classificacions finals

### Classificació general
|    | Ciclista                 | Equip                   | Temps       |
| -- | ------------------------ | ----------------------- | ----------- |
| 1  | Chris Froome (GBR)       | Team Sky                | 83h 56' 40" |
| 2  | Nairo Quintana (COL)     | Movistar Team           | + 4' 20"    |
| 3  | Joaquim Rodríguez (CAT)  | Team Katusha            | + 5' 04"    |
| 4  | Alberto Contador (ESP)   | Team Saxo-Tinkoff       | + 6' 27"    |
| 5  | Roman Kreuziger (CZE)    | Team Saxo-Tinkoff       | + 7' 27"    |
| 6  | Bauke Mollema (NED)      | Belkin Pro Cycling Team | + 11' 42"   |
| 7  | Jakob Fuglsang (DEN)     | Astana Qazaqstan Team   | + 12' 17"   |
| 8  | Alejandro Valverde (ESP) | Movistar Team           | + 15' 26"   |
| 9  | Daniel Navarro (ESP)     | Cofidis                 | + 15' 52"   |
| 10 | Andrew Talansky (USA)    | Garmin-Sharp            | + 17' 39"   |

### Classificacions annexes
|    | Ciclista                 | Equip                   | Punts |
| -- | ------------------------ | ----------------------- | ----- |
| 1  | Peter Sagan (SVK)        | Cannondale              | 409   |
| 2  | Mark Cavendish (GBR)     | Omega Pharma-Quick Step | 312   |
| 3  | André Greipel (GER)      | Lotto-Belisol           | 267   |
| 4  | Marcel Kittel (GER)      | Argos-Shimano           | 222   |
| 5  | Alexander Kristoff (NOR) | Team Katusha            | 177   |
| 6  | Joan Antoni Flecha (CAT) | Vacansoleil-DCM         | 163   |
| 7  | José Joaquín Rojas (ESP) | Movistar Team           | 156   |
| 8  | Michał Kwiatkowski (POL) | Omega Pharma-Quick Step | 110   |
| 9  | Chris Froome (GBR)       | Team Sky                | 107   |
| 10 | Christophe Riblon (FRA)  | AG2R La Mondiale        | 104   |

|    | Ciclista                 | Equip             | Punts |
| -- | ------------------------ | ----------------- | ----- |
| 1  | Nairo Quintana (COL)     | Movistar Team     | 147   |
| 2  | Chris Froome (GBR)       | Team Sky          | 136   |
| 3  | Pierre Rolland (FRA)     | Team Europcar     | 119   |
| 4  | Joaquim Rodríguez (CAT)  | Team Katusha      | 99    |
| 5  | Christophe Riblon (FRA)  | AG2R La Mondiale  | 98    |
| 6  | Mikel Nieve (ESP)        | Euskaltel–Euskadi | 98    |
| 7  | Moreno Moser (ITA)       | Cannondale        | 72    |
| 8  | Richie Porte (AUS)       | Team Sky          | 72    |
| 9  | Ryder Hesjedal (CAN)     | Garmin-Sharp      | 64    |
| 10 | Tejay van Garderen (USA) | BMC Racing Team   | 63    |

|    | Ciclista                 | Equip                   | Temps        |
| -- | ------------------------ | ----------------------- | ------------ |
| 1  | Nairo Quintana (COL)     | Movistar Team           | 84h 01' 00"  |
| 2  | Andrew Talansky (USA)    | Garmin-Sharp            | + 13' 19″    |
| 3  | Michał Kwiatkowski (POL) | Omega Pharma-Quick Step | + 14' 39"    |
| 4  | Romain Bardet (FRA)      | AG2R La Mondiale        | + 22′ 22″    |
| 5  | Tom Dumoulin (NED)       | Argos-Shimano           | + 1h 30′ 10″ |
| 6  | Alexandre Geniez (FRA)   | FDJ                     | + 1h 33' 46″ |
| 7  | Tejay van Garderen (USA) | BMC Racing Team         | + 1h 34' 37″ |
| 8  | Alexis Vuillermoz (FRA)  | Sojasun                 | + 1h 35′ 45″ |
| 9  | Tony Gallopin (FRA)      | RadioShack-Leopard      | + 1h 58' 39″ |
| 10 | Arthur Vichot (FRA)      | FDJ                     | + 2h 10' 46″ |

|    | Equip                   | Temps        |
| -- | ----------------------- | ------------ |
| 1r | Team Saxo-Tinkoff       | 251h 11′ 07″ |
| 2  | AG2R La Mondiale        | + 8' 28″     |
| 3  | RadioShack-Leopard      | + 9' 02″     |
| 4  | Movistar Team           | + 22' 49″    |
| 5  | Belkin Pro Cycling Team | + 38' 30″    |
| 6  | Team Katusha            | + 1h 03' 48″ |
| 7  | Euskaltel–Euskadi       | + 1h 30' 34″ |
| 8  | Omega Pharma-Quick Step | + 1h 50' 25″ |
| 9  | Team Sky                | + 1h 56' 42″ |
| 10 | Cofidis                 | + 2h 07' 11″ |

### UCI World Tour
El Tour de França atorga punts per l'UCI World Tour 2013 sols als ciclistes dels equips de categoria ProTeam.
| Posició               | 1r  | 2n  | 3r  | 4t  | 5è  | 6è | 7è | 8è | 9è | 10è | 11è | 12è | 13è | 14è | 15è | 16è | 17è | 18è | 19è | 20è |
| Classificació general | 200 | 150 | 120 | 110 | 100 | 90 | 80 | 70 | 60 | 50  | 40  | 30  | 24  | 20  | 16  | 12  | 10  | 8   | 6   | 4   |
| Per etapa             | 20  | 10  | 6   | 4   | 2   |    |    |    |    |     |     |     |     |     |     |     |     |     |     |     |

| Pos. | Ciclista                 | Equip                   | Punts |
| ---- | ------------------------ | ----------------------- | ----- |
| 1    | Christopher Froome (GBR) | Team Sky                | 276   |
| 2    | Nairo Quintana (COL)     | Movistar Team           | 184   |
| 3    | Joaquim Rodríguez (CAT)  | Team Katusha            | 144   |
| 4    | Alberto Contador (ESP)   | Team Saxo-Tinkoff       | 120   |
| 5    | Roman Kreuziger (CZE)    | Team Saxo-Tinkoff       | 106   |
| 6    | Bauke Mollema (NED)      | Belkin Pro Cycling Team | 100   |
| 7    | Jakob Fuglsang (DEN)     | Astana Qazaqstan Team   | 94    |
| 8    | Marcel Kittel (GER)      | Argos-Shimano           | 86    |
| 9    | Alejandro Valverde (ESP) | Movistar Team           | 82    |
| 10   | Peter Sagan (SVK)        | Cannondale              | 80    |

| Classificació final de l'11 al 49 | Classificació final de l'11 al 49 | Classificació final de l'11 al 49 | Classificació final de l'11 al 49 |
| Pos.                              | Ciclista                          | Equip                             | Punts                             |
| --------------------------------- | --------------------------------- | --------------------------------- | --------------------------------- |
| 11                                | Mark Cavendish (GBR)              | Omega Pharma-Quick Step           | 66                                |
| 12                                | Michał Kwiatkowski (POL)          | Omega Pharma-Quick Step           | 62                                |
| 13                                | Andrew Talansky (USA)             | Garmin-Sharp                      | 56                                |
| 14                                | André Greipel (GER)               | Lotto-Belisol                     | 44                                |
| 15                                | Rui Alberto Faria da Costa (POR)  | Movistar Team                     | 40                                |
| 16                                | Mikel Nieve (ESP)                 | Euskaltel–Euskadi                 | 36                                |
| 17                                | Jan Bakelants (BEL)               | RadioShack-Leopard                | 34                                |
| 18                                | Christophe Riblon (FRA)           | AG2R La Mondiale                  | 30                                |
| 19                                | Laurens ten Dam (NED)             | Belkin Pro Cycling Team           | 26                                |
| 20                                | Matteo Trentin (ITA)              | Omega Pharma-Quick Step           | 22                                |
| 20                                | Richie Porte (AUS)                | Team Sky                          | 22                                |
| 22                                | Daniel Martin (IRL)               | Garmin-Sharp                      | 20                                |
| 22                                | Tony Martin (GER)                 | Omega Pharma-Quick Step           | 20                                |
| 22                                | Simon Gerrans (AUS)               | Orica-GreenEDGE                   | 20                                |
| 22                                | Maxime Monfort (BEL)              | RadioShack-Leopard                | 20                                |
| 26                                | Romain Bardet (FRA)               | AG2R La Mondiale                  | 16                                |
| 27                                | Alexander Kristoff (NOR)          | Team Katusha                      | 14                                |
| 27                                | Daniel Moreno (ESP)               | Team Katusha                      | 14                                |
| 27                                | Edvald Boasson Hagen (NOR)        | Team Sky                          | 14                                |
| 30                                | Andreas Klöden (GER)              | RadioShack-Leopard                | 12                                |
| 30                                | Michael Rogers (AUS)              | Team Saxo-Tinkoff                 | 12                                |
| 32                                | John Degenkolb (GER)              | Argos-Shimano                     | 10                                |
| 32                                | Tejay van Garderen (USA)          | BMC Racing Team                   | 10                                |
| 32                                | José Joaquín Rojas (ESP)          | Movistar Team                     | 10                                |
| 32                                | Michael Albasini (SUI)            | Orica-GreenEDGE                   | 10                                |
| 36                                | Moreno Moser (ITA)                | Cannondale                        | 6                                 |
| 36                                | Arnold Jeannesson (FRA)           | FDJ                               | 6                                 |
| 36                                | Roberto Ferrari (ITA)             | Lampre-Merida                     | 6                                 |
| 36                                | Daniele Bennati (ITA)             | Team Saxo-Tinkoff                 | 6                                 |
| 36                                | Thomas De Gendt (BEL)             | Vacansoleil-DCM                   | 6                                 |
| 36                                | Danny van Poppel (NED)            | Vacansoleil-DCM                   | 6                                 |
| 42                                | Alexandre Geniez (FRA)            | FDJ                               | 4                                 |
| 42                                | David Millar (GBR)                | Garmin-Sharp                      | 4                                 |
| 42                                | Davide Cimolai (ITA)              | Lampre-Merida                     | 4                                 |
| 42                                | Andy Schleck (LUX)                | RadioShack-Leopard                | 4                                 |
| 46                                | Philippe Gilbert (BEL)            | BMC Racing Team                   | 2                                 |
| 46                                | Juan José Lobato (ESP)            | Euskaltel–Euskadi                 | 2                                 |
| 46                                | William Bonnet (FRA)              | FDJ                               | 2                                 |
| 46                                | Niki Terpstra (NED)               | Omega Pharma-Quick Step           | 2                                 |

## Evolució de les classificacions
| Etapa | Vencedor                   | Classificació general | Classificació per punts | Classificació de la muntanya | Classificació dels joves | Classificació per equips | Premi de la combativitat   |
| ----- | -------------------------- | --------------------- | ----------------------- | ---------------------------- | ------------------------ | ------------------------ | -------------------------- |
| 1     | Marcel Kittel              | Marcel Kittel         | Marcel Kittel           | Juan José Lobato             | Marcel Kittel            | Vacansoleil-DCM          | Jérôme Cousin              |
| 2     | Jan Bakelants              | Jan Bakelants         | Marcel Kittel           | Pierre Rolland               | Michał Kwiatkowski       | RadioShack-Leopard       | Blel Kadri                 |
| 3     | Simon Gerrans              | Jan Bakelants         | Peter Sagan             | Pierre Rolland               | Michał Kwiatkowski       | RadioShack-Leopard       | Simon Clarke               |
| 4     | Orica-GreenEDGE            | Simon Gerrans         | Peter Sagan             | Pierre Rolland               | Michał Kwiatkowski       | Orica-GreenEDGE          | no entregat                |
| 5     | Mark Cavendish             | Simon Gerrans         | Peter Sagan             | Pierre Rolland               | Michał Kwiatkowski       | Orica-GreenEDGE          | Thomas De Gendt            |
| 6     | André Greipel              | Daryl Impey           | Peter Sagan             | Pierre Rolland               | Michał Kwiatkowski       | Orica-GreenEDGE          | André Greipel              |
| 7     | Peter Sagan                | Daryl Impey           | Peter Sagan             | Blel Kadri                   | Michał Kwiatkowski       | Orica-GreenEDGE          | Jan Bakelants              |
| 8     | Christopher Froome         | Christopher Froome    | Peter Sagan             | Christopher Froome           | Nairo Quintana           | Movistar Team            | Nairo Quintana             |
| 9     | Daniel Martin              | Christopher Froome    | Peter Sagan             | Pierre Rolland               | Nairo Quintana           | Movistar Team            | Romain Bardet              |
| 10    | Marcel Kittel              | Christopher Froome    | Peter Sagan             | Pierre Rolland               | Nairo Quintana           | Movistar Team            | Jérôme Cousin              |
| 11    | Tony Martin                | Christopher Froome    | Peter Sagan             | Pierre Rolland               | Michał Kwiatkowski       | Movistar Team            | no entregat                |
| 12    | Marcel Kittel              | Christopher Froome    | Peter Sagan             | Pierre Rolland               | Michał Kwiatkowski       | Movistar Team            | Joan Antoni Flecha         |
| 13    | Mark Cavendish             | Christopher Froome    | Peter Sagan             | Pierre Rolland               | Michał Kwiatkowski       | Team Saxo-Tinkoff        | Mark Cavendish             |
| 14    | Matteo Trentin             | Christopher Froome    | Peter Sagan             | Pierre Rolland               | Michał Kwiatkowski       | Team Saxo-Tinkoff        | Julien Simon               |
| 15    | Christopher Froome         | Christopher Froome    | Peter Sagan             | Christopher Froome           | Nairo Quintana           | Team Saxo-Tinkoff        | Sylvain Chavanel           |
| 16    | Rui Alberto Faria da Costa | Christopher Froome    | Peter Sagan             | Christopher Froome           | Nairo Quintana           | RadioShack-Leopard       | Rui Alberto Faria da Costa |
| 17    | Christopher Froome         | Christopher Froome    | Peter Sagan             | Christopher Froome           | Nairo Quintana           | Team Saxo-Tinkoff        | no entregat                |
| 18    | Christophe Riblon          | Christopher Froome    | Peter Sagan             | Christopher Froome           | Nairo Quintana           | Team Saxo-Tinkoff        | Christophe Riblon          |
| 19    | Rui Alberto Faria da Costa | Christopher Froome    | Peter Sagan             | Christopher Froome           | Nairo Quintana           | Team Saxo-Tinkoff        | Pierre Rolland             |
| 20    | Nairo Quintana             | Christopher Froome    | Peter Sagan             | Nairo Quintana               | Nairo Quintana           | Team Saxo-Tinkoff        | Jens Voigt                 |
| 21    | Marcel Kittel              | Christopher Froome    | Peter Sagan             | Nairo Quintana               | Nairo Quintana           | Team Saxo-Tinkoff        | no entregat                |
| Final | Final                      | Christopher Froome    | Peter Sagan             | Nairo Quintana               | Nairo Quintana           | Team Saxo-Tinkoff        | Christophe Riblon          |

Notes
- En la 2a etapa, Alexander Kristoff, que anava en segona posició en la classificació per punts, porta el mallot verd perquè Marcel Kittel, que és el primer, porta el mallot groc de líder de la classificació general durant l'etapa.
- En la 2a etapa, Danny van Poppel, que anava en segona posició en la classificació dels joves, porta el mallot blanc perquè Marcel Kittel, que és el primer, porta el mallot groc de líder de la classificació general durant l'etapa.
- En la 9a etapa, Pierre Rolland, que anava en segona posició en la classificació de la muntanya, porta el mallot de la muntanya perquè Chris Froome, que és el primer, porta el mallot groc de líder de la classificació general durant l'etapa. Rolland i Froome es troben empatats a 31 punts, però Froome és qui encapçala la classificació per haver passat en primera posició per un port de major categoria.
- En la 13a etapa la combativitat fou votada pel jurat per l'equip Omega Pharma-Quick Step, en reconeixement de la contribució a tot l'equip. Mark Cavendish fou l'escollit per representar l'equip al podi.
- De la 16a a la 18a etapa, Mikel Nieve, que anava en tercera posició en la classificació de la muntanya, porta el mallot de la muntanya perquè Chris Froome, que és el primer, porta el mallot groc de líder de la classificació general durant l'etapa, i Nairo Quintana, que és segon, porta el mallot de la classificació dels joves durant les mateixes etapes.
- En la 19a etapa, Christophe Riblon, que anava en tercera posició en la classificació de la muntanya, porta el mallot de la muntanya perquè Chris Froome, que és el primer, porta el mallot groc de líder de la classificació general durant l'etapa, i Nairo Quintana, que és segon, porta el mallot de la classificació dels joves durant les mateixes etapes.
- En la 20a etapa, Pierre Rolland, que anava en segona posició en la classificació de la muntanya, porta el mallot de la muntanya perquè Chris Froome, que és el primer, porta el mallot groc de líder de la classificació general durant l'etapa.
- En la 21a etapa, Andrew Talansky, que anava en segona posició en la classificació dels joves, porta el mallot blanc dels joves, perquè Nairo Quintana, que lidera aquesta classificació porta el mallot de la muntanya durant l'etapa.